# Huși
Huși is een plaats in het oosten van Roemenië in het district Vaslui.

## Geboren in Huși
- Alexander Jan Cuza (1820-1873), vorst van Roemenië
- Ştefan Dimitrescu (1886-1933), kunstschilder (post-impressionisme)
- Corneliu Zelea Codreanu (1899-1938), politicus en fascist (stichter van de IJzeren Garde)